# Andréa Guiot
Andréa Guiot (Garons, 11 gennaio 1928 – Nîmes, 15 febbraio 2021) è stata un soprano francese.

## Biografia
Studiò al conservatorio di Parigi, dove si diplomò nel 1955, vincendo quindi diversi concorsi canori. L'anno successivo diventò un membro della Réunion des théâtres lyriques nationaux (RTLN) con la quale cantò stabilmente all'Opéra fino al 1973.
Dopo un lungo tirocinio come comprimaria, nel 1959 ottenne i primi ruoli importanti (Marguerite, Micaëla).
Si ritirò dalle scene nel 1975 dopo aver interpretato Elisabetta di Valois a Strasburgo.
Dal 1977 fu docente di canto al Conservatorio di Parigi, oltre a dare lezioni private.
Fu insignita del titolo di Chevalier dell'Ordre des Arts et des Lettres.
Andréa Guiot è morta nel 2021 all'età di 93 anni per complicazioni da COVID-19.

## Vocalità e personalità interpretativa
Dotata di una voce di timbro argentino, piena e morbida e sorretta da una buona preparazione tecnica, si era distinta come interprete essenziale ed elegante del repertorio di soprano lirico.